# Boquerón Chañar
Boquerón Chañar fue una mina y depósito de mineral de hierro en el llamado Cinturón de Hierro de Chile, en el extremo sur del desierto de Atacama. El depósito se encuentra cerca de la ciudad de Vallenar, en la Región de Atacama. El yacimiento actualmente es propiedad de la organización estatal chilena Corfo. Se estima que alberga reservas de 300 millones de toneladas métricas de hierro. Boquerón Chañar estuvo activa por última vez en la década de 1960.
El mineral está compuesto de magnetita con minerales de ganga como actinolita, apatita y escapolita. Está clasificado como un depósito pequeño por el Servicio Nacional de Geología y Minería.
Desde que Corfo tomó control del yacimiento y de la mina, ésta ha sido licitada en varias oportunidades. En 1990, Compañía Minera del Pacífico (CAP), que opera la Planta de Pellets y Puerto Guacolda II, ambos cerca de la mina, hizo una oferta para comprar la mina a Corfo, pero fue rechazada. La empresa Minera Hierro Paposo intentó adquirir el yacimiento en 2007 tras ser licitado en 2006, pero los esfuerzos fueron abandonados ante la caída de los precios internacionales del hierro durante la crisis económica de 2008. Más recientemente, Corfo ha condicionado la venta de Boquerón Chañar a la exportación de hierro para producir acero verde en la siderúrgica Huachipato en Talcahuano. Está previsto que el desarrollo del yacimiento se licite abiertamente a empresas internacionales en 2025.